# Abzeichen „25. Jahrestag des Sieges im Großen Vaterländischen Krieg 1941–1945“

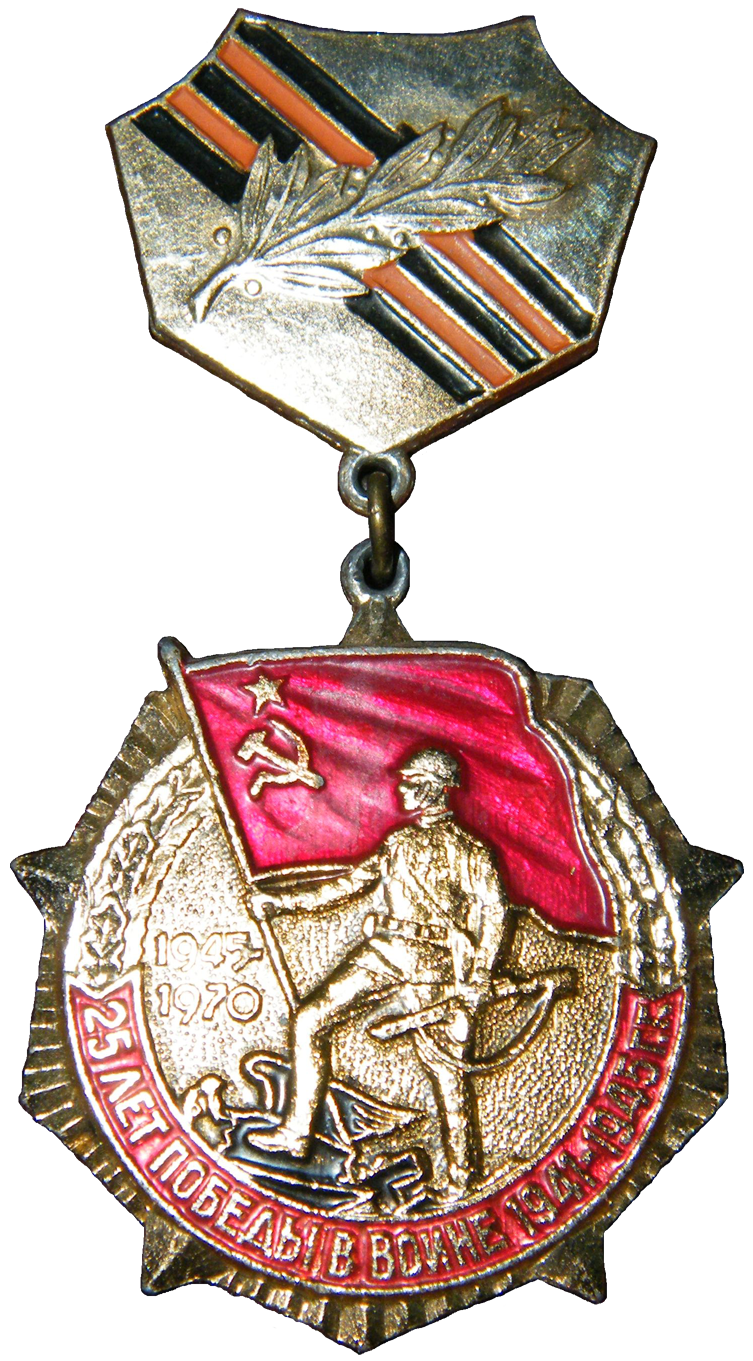
Abzeichen „25. Jahrestag des Sieges im Großen Vaterländischen Krieg 1941–1945“

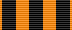
Bandschnalle

Das Abzeichen zum 25. Jahrestag des Sieges über Deutschland besteht aus einer runden Medaille, an der die Zacken eines Sterns seitlich hervorragen, die an einer 7-eckigen Spange hängt. Auf der Medaille ist ein nach links blickender Rotarmist mit einer Flagge der Sowjetunion in der rechten und einem Gewehr in der linken Hand, der auf dem deutschen Reichsadler stehend triumphiert. Links neben dem Soldaten steht „1945–1970“.